# Palacio Asmundo
El Palacio  Asmundo, hoy Asmundo Francica-Nava, es un palacio construido a principios del siglo XVIII en el corazón del barroco cataniano. Se encuentra en la Piazza Asmundo di Gisira, a la que se puede acceder desde Via dei Crociferi a través de Via San Benedetto (una pequeña calle lateral al oeste que se abre entre la Iglesia de San Benedetto y la Iglesia de San Francesco Borgia), o desde Via Teatro Greco, a través de su calle lateral norte Via Ospizio di Beneficenza.

## Historia
El edificio, atribuido al arquitecto Giovanni Battista Vaccarini, es un ejemplo de la arquitectura aristocrática siciliana: se remonta al siglo XVIII, ya que fue incluido en el plan de reconstrucción de Catania después del terremoto de Val di Noto de 1693 . En 1928 murió allí el arzobispo de Catania, Giuseppe Francica-Nava de Bondifè.

## Descripción
El palacio se desarrolla en un cuerpo central, alrededor de un patio, y en un ala lateral con jardín colgante, el segundo más grande de la ciudad.En la fachada principal de dos plantas, visible desde Via dei Crociferi, hay un gran portal flanqueado por columnas sobre el que descansa el balcón central rematado por el escudo de armas de los Asmundo.
Los interiores conservan intacto el estilo rococó. 